# Bruno Perreau
Pour les articles homonymes, voir Perreau.
 (mai 2025).
Bruno Perreau, né le 15 décembre 1976, est un politiste français, spécialiste des études gaies et lesbiennes.

## Biographie
D'abord chargé de cours à l'université Paris-XII, il a enseigné à l'Institut d'études politiques de Paris pendant près de dix ans. Il y a créé plusieurs cours en institutions politiques et en études de genre. En 2006, avec Françoise Gaspard, il ouvre un cours consacré aux études gaies et lesbiennes, premier cours en science politique sur le sujet. Depuis 2010, il enseigne au Massachusetts Institute of Technology. 
Spécialiste de théorie sociale et politique, il a proposé une critique des politiques d'adoption en France, qui tendent à construire l'adoption comme un risque. Il est également intervenu à plusieurs reprises à l'occasion des débats sur la théorie du genre en France, en revendiquant la portée théorique des travaux sur le genre et la sexualité. Ses recherches questionnent le sentiment d'appartenance : elles soutiennent que faire partie d'un groupe réside autant dans la capacité à s'en revendiquer que de s'en détacher : c'est ce qu'il appelle la « présence minoritaire ». Il a avancé le concept d'intrasectionnalité pour désigner la présence des autres en chacune et chacun d'entre nous. Il en conclut que la façon dont chaque individu est traité, notamment par le droit, dépend du traitement réservé aux autres. En résultent une vision solidaire de l'identité qui s'éloigne de l'approche plus fragmentaire promue par la notion d'intersectionnalité et de nouvelles possibilités éthiques.

## Ouvrages
- Bruno Perreau, Spheres of Injustice. The Ethical Promise of Minority Presence, The MIT Press, avril 2025, 380p.
- Bruno Perreau, Sphères d'injustice. Pour un universalisme minoritaire, La Découverte, octobre 2023, 336 p.  (ISBN 9782348080746)

- Bruno Perreau, Qui a peur de la théorie queer ?, Presses de Sciences Po, février 2018, 314 p. (ISBN 978-2-7246-2245-4, OCLC 1048787349, BNF 45466994).
- (en) Bruno Perreau, Queer Theory: The French Response, Stanford University Press, 2016 (ISBN 978-1-5036-0044-7).
- The Politics of Adoption. Gender and the Making of French Citizenship. The MIT Press, 2014.
- Penser l'adoption. La gouvernance pastorale du genre. PUF, 2012.
- Le Président des États-Unis (avec Christine Ockrent). Dalloz, 2008.
- Cinquante ans de vie politique française. Le débat sur la fin de la Cinquième République. Librio, 2007.
- Homosexualité. Dix clés pour comprendre, vingt textes à découvrir. Préface de Jack Lang, Librio, 2005.

## Ouvrages collectifs
- Éditeur associé (volume consacré à la théorie politique), sous la direction générale de Donald P. Haidel-Marker, Oxford Encyclopedia of LGBT Politics and Policy, Oxford, Oxford University Press, 3 volumes, 2021.
- Avec Joan W. Scott, Les défis de la République : genre, territoires, citoyenneté. Presses de Sciences Po, 2017.
- Le choix de l'homosexualité. Recherches inédites sur la question gay et lesbienne. EPEL, 2007.
- Avec Anne Cadoret, Martine Gross et Caroline Mécary, Homoparentalités: approches scientifiques et politiques. Préface de Bertrand Delanoë, PUF, 2006.

## Responsabilités éditoriales
- Membre du comité scientifique du programme d'enseignement et de recherche sur le genre à Sciences Po, PRESAGE.